# Kanton Voiteur
Der Kanton Voiteur war bis 2015 ein französischer Wahlkreis im Département Jura und in der ehemaligen Region Franche-Comté. Er umfasste 19 Gemeinden im Arrondissement Lons-le-Saunier; sein Hauptort (französisch chef-lieu) war Voiteur. Die landesweiten Änderungen in der Zusammensetzung der Kantone brachten im März 2015 seine Auflösung.

## Gemeinden
- Baume-les-Messieurs
- Blois-sur-Seille
- Château-Chalon
- Domblans
- Le Fied
- Frontenay
- Granges-sur-Baume
- Ladoye-sur-Seille
- Lavigny
- Le Louverot
- La Marre
- Menétru-le-Vignoble
- Montain
- Nevy-sur-Seille
- Le Pin
- Plainoiseau
- Saint-Germain-lès-Arlay
- Le Vernois
- Voiteur